# Adam Stefanów
Adam Stefanów (ur. 22 marca 1994 w Nowej Soli) – polski snookerzysta, zawodowiec od sezonu 2018/2019. Wicemistrz świata amatorów z roku 2018.

## Kariera
Zanim został zawodowym graczem, spędził trzy lata w Sheffield pracując jako kucharz i w międzyczasie trenując snookera. Treningi w akademii opłacał z własnych środków. W marcu 2018 został finalistą pierwszej edycji międzynarodowego amatorskiego turnieju WSF Championship na Malcie, przegrywając w finale z Chińczykiem Luo Honghao 6:0. Zajęcie tego miejsca dało mu prawo do gry w Main Tourze w sezonie 2018/2019. Był tam pierwszym Polakiem od występów Kacpra Filipiaka w sezonie 2011/12. Jednym z największych jego osiągnięć było pokonanie byłego mistrza świata, Shauna Murphy'ego, podczas kwalifikacji do turnieju China Open w 2019. Jego najwyższy break podczas oficjalnych turniejów to 130.

## Występy w turniejach
| Ranking                    | [ b ]    | [ b ]    | [ c ]     | 120       | 113       |           |           |           |
| Turnieje rankingowe        |          |          |           |           |           |           |           |           |
| Riga Masters               | 1R       | A        | LQ        | 1R        | Not Held  |           |           |           |
| China Championship         | NR       | A        | LQ        | LQ        | Not Held  |           |           |           |
| European Masters           | A        | A        | LQ        | LQ        | A         |           |           |           |
| English Open               | 1R       | A        | 2R        | 2R        | A         |           |           |           |
| Northern Ireland Open      | 1R       | A        | 1R        | 1R        | A         |           |           |           |
| International Championship | A        | A        | LQ        | LQ        | Not Held  |           |           |           |
| UK Championship            | 1R       | A        | 1R        | 1R        | A         |           |           |           |
| Snooker Shoot Out          | 1R       | A        | 1R        | 1R        | A         |           |           |           |
| Scottish Open              | 2R       | A        | 1R        | 1R        | A         |           |           |           |
| World Grand Prix           | DNQ      | DNQ      | DNQ       | DNQ       | DNQ       |           |           |           |
| German Masters             | LQ       | A        | LQ        | LQ        | A         |           |           |           |
| Players Championship       | DNQ      | DNQ      | DNQ       | DNQ       | DNQ       |           |           |           |
| Welsh Open                 | 2R       | A        | 1R        | 1R        | A         |           |           |           |
| China Open                 | LQ       | A        | 1R        | Not Held  | Not Held  |           |           |           |
| Indian Open                | LQ       | A        | LQ        | Not Held  | Not Held  |           |           |           |
| Gibraltar Open             | LQ       | A        | 1R        | 1R        | A         |           |           |           |
| World Open                 | LQ       | A        | LQ        | LQ        | Not Held  |           |           |           |
| Tour Championship          | Not Held | Not Held | DNQ       | DNQ       | DNQ       |           |           |           |
| Mistrzostwa Świata         | LQ       | LQ       | LQ        | LQ        | A         |           |           |           |
| Dawne turnieje rankingowe  |          |          |           |           |           |           |           |           |
| Shanghai Masters           | LQ       | A        | Non-Rank. | Non-Rank. | Non-Rank. | Non-Rank. | Non-Rank. | Non-Rank. |
| Paul Hunter Classic        | LQ       | 1R       | 1R        | Non-Rank. | Non-Rank. | Non-Rank. | Non-Rank. | Non-Rank. |

| Legenda tabeli wyników              | Legenda tabeli wyników       | Legenda tabeli wyników                     | Legenda tabeli wyników                                                              | Legenda tabeli wyników                     | Legenda tabeli wyników                     |
| ----------------------------------- | ---------------------------- | ------------------------------------------ | ----------------------------------------------------------------------------------- | ------------------------------------------ | ------------------------------------------ |
| LQ                                  | odpadnięcie w kwalifikacjach | #R                                         | odpadnięcie we wczesnej fazie turnieju (WR = runda dzikich kart, RR = faza grupowa) | QF                                         | przegrana w ćwierćfinale                   |
| SF                                  | przegrana w półfinale        | F                                          | przegrana w finale                                                                  | W                                          | zwycięstwo                                 |
| DNQ                                 | nie zakwalifikował/a się     | A                                          | nie brał/a udziału                                                                  | WD                                         | zrezygnował/a w trakcie turnieju           |
| Legenda oznaczeń w tabelach wyników |                              |                                            |                                                                                     |                                            |                                            |
| NH / Nie roz.                       | NH / Nie roz.                | Turniej nie odbył się.                     | Turniej nie odbył się.                                                              | Turniej nie odbył się.                     | Turniej nie odbył się.                     |
| NR / Nie-rank.                      | NR / Nie-rank.               | Turniej nie był zaliczany jako rankingowy. | Turniej nie był zaliczany jako rankingowy.                                          | Turniej nie był zaliczany jako rankingowy. | Turniej nie był zaliczany jako rankingowy. |
| R / Rank.                           | R / Rank.                    | Turniej był zaliczany jako rankingowy.     | Turniej był zaliczany jako rankingowy.                                              | Turniej był zaliczany jako rankingowy.     | Turniej był zaliczany jako rankingowy.     |
| MR / Minor-Rank.                    | MR / Minor-Rank.             | Turniej był zaliczany jako minor ranking.  | Turniej był zaliczany jako minor ranking.                                           | Turniej był zaliczany jako minor ranking.  | Turniej był zaliczany jako minor ranking.  |